# Carlos Jara Saguier
Carlos de los Santos Jara Saguier (* 1. November 1950 in Asunción) ist ein ehemaliger paraguayischer Fußballspieler und derzeitiger -trainer. Der Mittelfeldspieler gewann je zweimal den Meistertitel in Paraguay und Mexiko.

## Leben
Jara Saguier begann seine Profikarriere 1968 bei seinem Heimatverein Club Cerro Porteño, mit dem er 1970 und 1972 paraguayischer Fußballmeister wurde. 1975 wechselte er in die mexikanische Liga, wo er die nächsten acht Jahre für den Hauptstadtverein CD Cruz Azul spielte, mit dem er in den Spielzeiten 1978/79 und 1979/80 zweimal die mexikanische Fußballmeisterschaft gewann. 1983 kehrte er in seine Heimat zurück, wo er zunächst noch einmal bei Cerro Porteño unter Vertrag stand und seine aktive Laufbahn anschließend in Diensten des General Caballero Sport Club beendete.
Zwischen 1971 und 1981 absolvierte Jara Saguier insgesamt 24 Länderspieleinsätze, in denen er zwei Treffer erzielte.
Nach Beendigung seiner aktiven Karriere begann Jara eine Laufbahn als Trainer. Sein größter Erfolg in dieser Rolle war der Gewinn der Silbermedaille mit dem Team Paraguay beim olympischen Fußballturnier 2004.

## Erfolge
- Paraguayischer Meister (2): 1970, 1972
- Mexikanischer Meister (2): 1979, 1980